# Nazareno Sasia
Nazareno Sasia, né le 5 janvier 2001 à Cerrito, est un athlète argentin, spécialiste du lancer du poids et du disque.

## Biographie
En 2015, âgé de 14 ans, Nazareno Sasia devient champion d'Argentine cadets avec un lancer du poids à 15,89 m au meeting de Resistencia (Chaco). En 2017, il obtient deux médailles d'or aux Jeux sud-américains de la jeunesse de Santiago du Chili (es), au lancer du poids et du disque. En juillet 2018, il participe aux Championnats sud-américains des moins de 18 ans à Cuenca (Équateur), où il obtient la médaille d'or avec un lancer de poids à 21,40 m et la médaille d'argent avec un lancer de disque à 57,19 m. Ceci lui permet d'atteindre la tête du classement des lanceurs de poids juniors.
Il participe aux Jeux olympiques de la jeunesse de 2018 à Buenos Aires, où il obtient la médaille d'or au lancer de poids (5 kg) avec un jet à 21,94 m qui constitue le record d'Amérique du Sud pour les moins de 18 ans,.
Son premier entraîneur a été Marcelo Borghello. Actuellement il s'agit de Sergio Alfonsini.
Le 12 mai 2019, il établit son record personnel à 19,98 m, avec le poids des seniors de 7,260 kg, à Mar del Plata.

## Palmarès
| Date | Compétition                    | Lieu      | Résultat | Marque  |
| ---- | ------------------------------ | --------- | -------- | ------- |
| 2021 | Championnats d'Amérique du Sud | Guayaquil | 2e       | 19,79 m |
| 2023 | Championnats d'Amérique du Sud | São Paulo | 2e       | 19,75 m |

## Records
| Épreuve          | Temps   | Lieu                   | Date              |
| ---------------- | ------- | ---------------------- | ----------------- |
| Lancer du poids  | 20,74 m | Concepción del Uruguay | 13 mai 2023       |
| Lancer du disque | 57,26 m | Cascavel               | 30 septembre 2022 |